# Eumops dabbenei
Eumops dabbenei is een zoogdier uit de familie van de bulvleermuizen (Molossidae). De wetenschappelijke naam van de soort werd voor het eerst geldig gepubliceerd door Thomas in 1914.